# Summa Cum Laude Festival

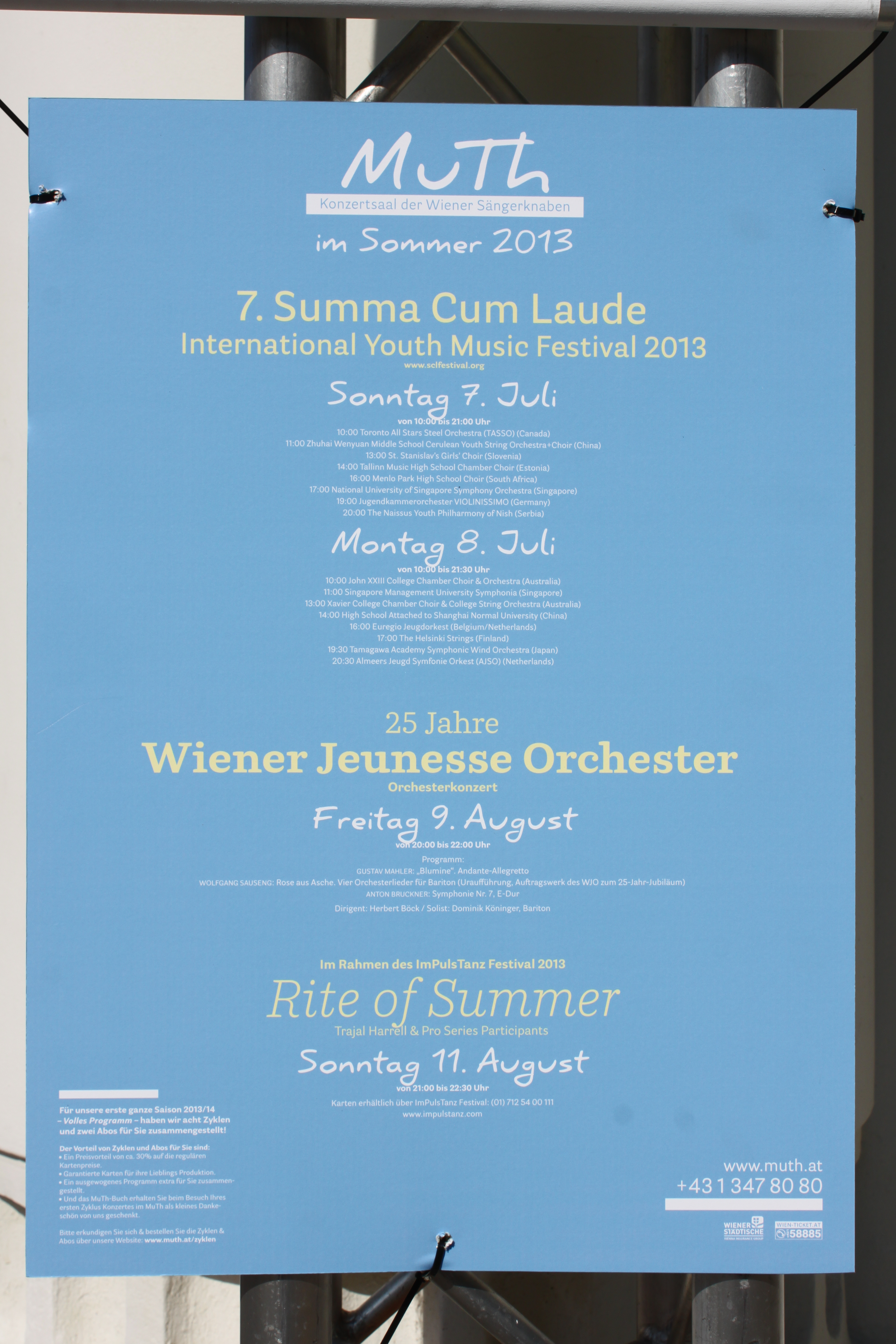
Summa Cum Laude Festival im Jahr 2013, MuTh

Das Summa Cum Laude Festival ist ein internationales Jugendmusikfestival für Chöre, Bands und Orchester, das jedes Jahr im Juli in Wien, Österreich stattfindet. Es wird in den beiden wichtigsten klassischen Konzertsälen der Stadt, dem Goldenen Saal des Musikvereins und dem Konzerthaus, abgehalten. Das Festival wurde 2007 von VIA MUSICA (Wiener Internationale Vereinigung für Musik und Kulturaustausch) ins Leben gerufen. Im Jahr 2008 wurde das Programm des Summa Cum Laude Festivals um den Summa Cum Laude Wettbewerb und die Summa Cum Laude Feier erweitert. Teilnehmende Gruppen können entweder am „SCL Wettbewerb“ teilnehmen, bei dem sie gegen ihre Altersgenossen antreten, oder sie können an der nicht-konkurrierenden „SCL Feier“ teilnehmen.

## Festivalorte
Die Eröffnungszeremonie findet im Stephansdom in Wien statt. Workshops und Seminare finden an der Universität für Musik und darstellende Kunst in Wien statt. Der Wettbewerb selbst und die Feier finden im Goldenen Saal des Musikvereins und/oder im Großen Saal des Konzerthauses statt. Die Abschlusszeremonie wird im Hofburg-Palast in Wien abgehalten.
Veranstaltungsorte für zusätzliche Konzerte in und um Wien sind:
- Der neue Konzertsaal des Wiener Sängerknaben MuTh, eröffnet im Dezember 2012 und befindet sich im Augarten in Wien.
- Das Haus der Musik (Haus der Musik), ein interaktives Entdeckungsmuseum, das sich im ehemaligen Palais des Erzherzogs Karl befindet.
- Das Jüdische Museum Wien
- Die Pfarrkirche und Gemeindesaal von Bad Tatzmannsdorf in der Provinz Burgenland.
- Das Festival in Großschönau, einem Dorf im Bezirk Gmünd im österreichischen Bundesland Niederösterreich.